# 市波站
市波站（日语：／ Ichinami eki */?）是位於福井縣福井市市波町的西日本旅客鐵道（JR西日本）越美北線（九頭龍線）鐵路車站。

## 車站構造
九頭龍湖方向右側單式月台1面1線地上車站。開業當初巳為無人車站、設有簡易月台與候車室。不設自動售票機。

## 历史
- 1960年12月15日：越美北線勝原站開業時設置。
- 1987年4月1日：國鐵分割民營化成為西日本旅客鐵道車站。
- 2004年7月18日：豪雨使越美北線全線運行停止。
- 2007年6月30日：包括本站的一乘谷站 - 美山站間運行再開。

## 使用狀況
根據國土交通省「國土數值情報」，本站的每日使用量只有40人次，但已經是越美北線中位居第5。以下為1日平均上下車人次：
| 年度 | 1日平均 乘車人次 | 1日平均 乘車人次 |
| ---- | ---------------- | ---------------- |
| 2011 | 44               |                  |
| 2012 | 40               |                  |
| 2013 | 47               |                  |
| 2014 | 50               |                  |
| 2015 | 44               |                  |
| 2016 | 22               |                  |
| 2017 | 34               |                  |
| 2018 | 34               |                  |
| 2019 | 30               |                  |
| 2020 | 30               |                  |
| 2021 | 30               |                  |
| 2022 | 40               |                  |

## 車站周邊
- 市波郵便局
- 福井市立下宇坂小學校
- 美山森林溫泉
- 國道158號

## 相鄰車站
西日本旅客鐵道
■九頭龍線（越美北線）
越前高田－市波－小和清水

## 外部連結
- 市波站（JR西日本） （页面存档备份，存于）